# 562237 Chentsov
562237 Chentsov este o planetă minoră (asteroid) din centura de asteroizi. A fost descoperită pe 22 noiembrie 2011 la  de . 
Obiectul prezintă o orbită caracterizată de o semiaxă mare de 2,5748188801093 UAi, o excentricitate de 0,095939148795304, o înclinație de 15,249977681643 ° în raport cu ecliptica.